# Myrcia quitarensis
Myrcia quitarensis är en myrtenväxtart som först beskrevs av George Bentham, och fick sitt nu gällande namn av Paul Antoine Sagot. Myrcia quitarensis ingår i släktet Myrcia och familjen myrtenväxter. Inga underarter finns listade i Catalogue of Life.